# Ledón (ciudad)
Ledón (en griego, Λέδων) es el nombre de una antigua ciudad griega de Fócide.
Según la mitología griega, recibió su nombre de un fundador epónimo nacido de la Tierra.
Pausanias la menciona como una de las ciudades de Fócide que fueron tomadas por Filipo II de Macedonia en el año 346 a. C. durante la tercera guerra sagrada. De la ciudad de Ledón era Filomelo, el caudillo focidio durante esta guerra.
En tiempos de Pausanias únicamente quedaban ruinas de la antigua ciudad y sus habitantes habían fundado un pequeño poblado a orillas del río Cefiso con el mismo nombre, que formaba parte de la confederación focidia, a cuarenta estadios de la ciudad antigua.
Su localización es dudosa; se ha sugerido de debió localizarse en la actual Gournes Agia Marina o quizá en Modi.